# Нордюр-Тингейяр
Нордюр-Тингейяр (на исландски Norður-Þingeyjarsýsla) е сисла, разположена пред заливите Йоксарфьордюр и Тистилфярдар, като между тях е нос Мелрахкаслехта (Melrakkaslétta). На изток редом с Тистилфярдар е също нос Ланганес. Съседи на Нордюр-Тингейяр са Сюдюр-Тингейяр и Нордюр-Мула. Площта на тази сисла е общо 5380 км2.

## Природа
Пред крайбрежието няма острови, а пред брега Тьорнес и нос Ланганес се вдава стръмно в морето. Цялата сисла е по-скоро низинна, като увеличава височината си към вътрешността на острова. Най-голям е ледниковата река Йокюлау ау Фьотлюм (Jökulá á Fjöllum), която тече към границата на запад. В Тистилфярдар се вливат няколко големи реки, от които Хавралоунсау (Hafralónsá) е най-голямата. Има няколко вдадени езера Стьодювахтън (Stöðuvatn, „стояща вода“), изолирани в низината, и от тях най-голямо е Храунхапнарвахтън (Hraunhafnarvatn).
Низината на сислата е изобщо нараснала и издигнатите части са сухи. Блатни площи се срещат на изток във и около Мелрахкаслехта. В Йоксафьордюр има естествени лесове, като от тях и с върби.

## Административни особености
В Нордюр-Тингейяр са населените места Коупаскер (Kópasker), Раувархьопън (Raufarhöfn) и Тоурсхьопън (Þórshöfn).

### Общини
Следните общини спадат към сислата:
- Ланганесбоугд (Langanesbyggð)
- Нордюртинг (Norðurþing)
- Свалбардсхрехпюр (Svalbarðshreppur)

|  | Тази страница частично или изцяло представлява превод на страницата Norður-Þingeyjarsýsla в Уикипедия на исландски. Оригиналният текст, както и този превод, са защитени от Лиценза „Криейтив Комънс – Признание – Споделяне на споделеното“, а за съдържание, създадено преди юни 2009 година – от Лиценза за свободна документация на ГНУ. Прегледайте историята на редакциите на оригиналната страница, както и на преводната страница, за да видите списъка на съавторите. ВАЖНО: Този шаблон се отнася единствено до авторските права върху съдържанието на статията. Добавянето му не отменя изискването да се посочват конкретни източници на твърденията, които да бъдат благонадеждни. |